# Ivan Ziatyk
O abençoado Ivan Ziatyk (Zyatyk) (1899–1952) era membro dos Redentoristas (Congregação do Santo Redentor), uma congregação religiosa no ramo de Rito Bizantino da Igreja Católica e é considerado um mártir pela Igreja.

## Histórico familiar
Ziatyk nasceu no dia seguinte ao Natal de 1899, na aldeia de Odrekhova, perto de Sanok, no sudeste da Polônia. Ele era o caçula de dois filhos nascidos de Maria e Stefan Ziatyk, sendo o irmão mais velho chamado Mykhailo. A família era católica ucraniana. Stefan Ziatyk morreu quando Ivan tinha 14 anos de idade. 

## Seminário ucraniano
No final da adolescência, Ziatyk decidiu seguir seu chamado de Deus e se preparar para o sacerdócio católico. Ele entrou no seminário católico ucraniano em Przemyśl, onde passou um tempo estudando espiritualidade cristã, filosofia, teologia, juntamente com a história e liturgia da Igreja Católica do Rito Ucraniano. Ele foi ordenado ao diaconado e depois ao sacerdócio em 1923. Em 1925, o padre Ivan retornou ao seminário, onde lecionou teologia dogmática, além de servir como diretor espiritual pelos dez anos seguintes. 

## A vida como redentorista
Por algum tempo, o padre Ivan desejou viver uma vida mais austera e, em 1935, tomou a decisão de se juntar aos redentoristas. Embora fosse um sacerdote ordenado, ele foi obrigado a passar um ano no noviciado localizado perto de Lviv, no oeste da Ucrânia, fazendo sua primeira profissão em agosto de 1936.  Durante seu primeiro ano como redentorista, o padre Ivan morou no mosteiro dedicado a Nossa Senhora do Perpétuo Socorro em Ivano-Frankivsk (então chamado Stanislaviv) antes de se mudar para outro mosteiro em Lviv, onde era assistente superior e tesoureiro. Então, em 1938, ele foi designado para ensinar teologia dogmática no seminário recém-inaugurado em Holosko, nos arredores de Lviv. Em 1941, o padre Ivan foi nomeado superior do mosteiro dedicado à Dormição da Mãe de Deus em Ternopil, onde serviu antes de assumir a mesma posição em 1944. Além de ser superior em Zboiska, ele se dedicou à educação de adolescentes interessados em se tornar redentoristas. 

## Perseguição e morte
Após a Segunda Guerra Mundial, o regime soviético renovou sua opressão às denominações cristãs; como a Ucrânia fazia parte da URSS, seu povo também sofreu, mas por uma razão única. Os soviéticos procuraram abolir a Igreja Católica Ucraniana, fundindo-a com a Igreja Ortodoxa Ucraniana, considerada mais fácil de controlar por ser sancionada pelo Estado e não reconhecer a liderança espiritual do Bispo de Roma. Todos os bispos da Igreja Católica Ucraniana (também conhecidos por alguns como Igreja Católica Grega) foram presos no início de 1946. Membros da ordem redentorista foram reunidos no mosteiro em Holosko e colocados sob prisão virtual pelos próximos dois anos, pois suas atividades eram constantemente monitoradas pela polícia secreta. Os membros da comunidade também foram submetidos a interrogatórios periódicos. O padre Ivan passou por um exame minucioso ao se tornar responsável pela liderança dos católicos ucranianos. (Quando o arcebispo Joseph Slipyj foi preso, ele delegou o padre belga Joseph De Vocht para liderar a Igreja. Depois que De Vocht foi expulso em 1948, o padre Ivan assumiu). 
Eventualmente, o padre Ivan foi preso em janeiro de 1950. No final de seu julgamento, ele foi considerado culpado de promover “... as idéias do Papa Romano, de espalhar a fé católica entre as nações de todo o mundo e de fazer todos os católicos. " e "cooperando com organizações nacionalistas anti-soviéticas e propaganda anti-soviética". e condenado a dez anos de trabalho duro.  Ziatyk cumpriu pena na prisão, primeiro em Zolochiv, no oeste da Ucrânia, e depois na prisão de Ozernyi, perto de Irkutsk, na Sibéria . Como muitos outros padres e religiosos que foram presos pelo regime soviético, o padre Ivan passou por frequentes interrogatórios, várias privações e torturas para convencê-lo a renunciar à sua fé em Cristo ou pelo menos abandonar o catolicismo e se converter à Igreja Ortodoxa sancionada pelo Estado; ele se recusou a cumprir. 
Em 1952, na Sexta-feira Santa (o dia em que os cristãos comemoram a morte salvífica de Cristo), o padre Ivan foi ensopado em água e espancado até ficar inconsciente antes de ser deixado de fora no frio da Sibéria. Como resultado de seus ferimentos, ele morreu alguns dias depois e foi enterrado em “... Cemitério 373 na zona do Lago Baikal, no distrito de Tajshet, na região de Irkyts'k” . 

Em 6 de abril de 2001, a Santa Sé reconheceu o padre Ivan Ziatyk como mártir e foi beatificado pelo papa João Paulo II em 27 de junho, festa de Nossa Senhora do Perpétuo Socorro, padroeira dos redentoristas. 